# Sint-Janskerk (Tallinn)
De Sint-Janskerk (Ests: Jaani kirik) is een kerkgebouw aan de oostzijde van het Vrijheidsplein aan de zuidkant van de oude binnenstad in Tallinn in Estland. Aan de overzijde van het plein staat de Overwinningskolom van de Onafhankelijkheidsoorlog.
De kerk is gewijd aan Johannes evangelist.

## Geschiedenis
Vanaf de tijd van de Reformatie heeft Estland als de primaire religieuze traditie het lutheranisme gehad, met een katholieke staatsbestel en bisschoppelijke overheid. De nationale kerk van Estland is de Estische Evangelisch-Lutherse Kerk, waarvan de Sint-Janskerk een parochiekerk is. De motivatie voor de bouw was de grote omvang van de bestaande gemeente in het naburige Heilige Geestkerk, die in het midden van de negentiende eeuw meer dan 14.000 leden had. In 1851 begon men aan de fondsenwerving om een nieuwe parochiekerk te bouwen in de groeiende buitenwijken van de 'nieuwe' stad van Tallinn, op het lagere niveau onder de oude stad op de heuveltop (de Toompea). Vanaf september 1862 werkten lokale ambachtslieden aan de bouw en de kerk werd geconsacreerd op 17 december 1867.

## Architectuur
De kerk is gebouwd in neogotische stijl, met stijgende lancetbogen en is een vrij groot gebouw met drie gangpaden. Het georiënteerde kerkgebouw bestaat uit een westtoren met ingesnoerde torenspits, een driebeukig schip met vijf traveeën in basilicale opstand en een driezijdige koorsluiting. Het hogere middenschip wordt gedekt door een zadeldak en de zijbeuken door lessenaarsdaken.
steunberen

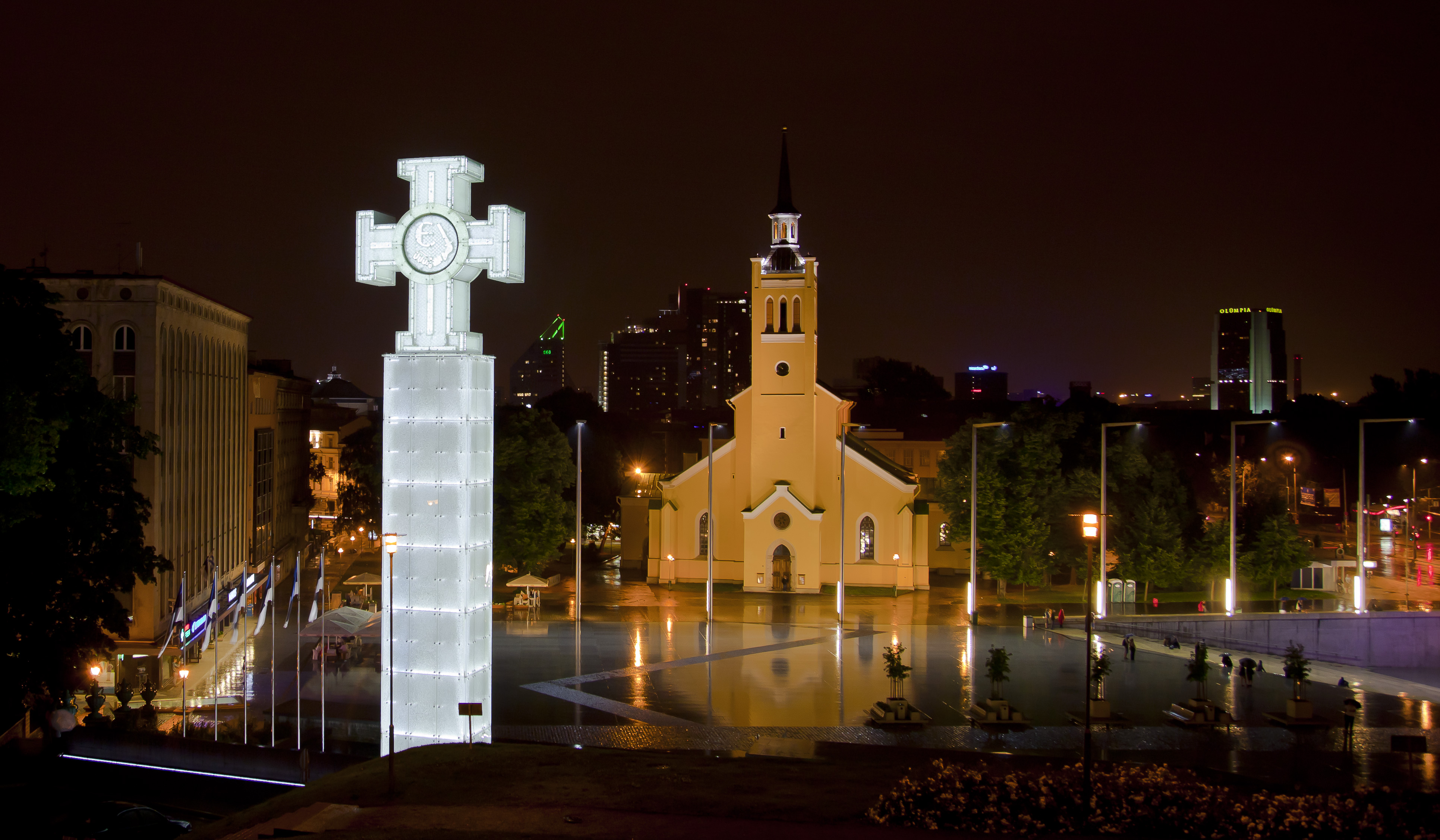
Overwinningskolom en kerk
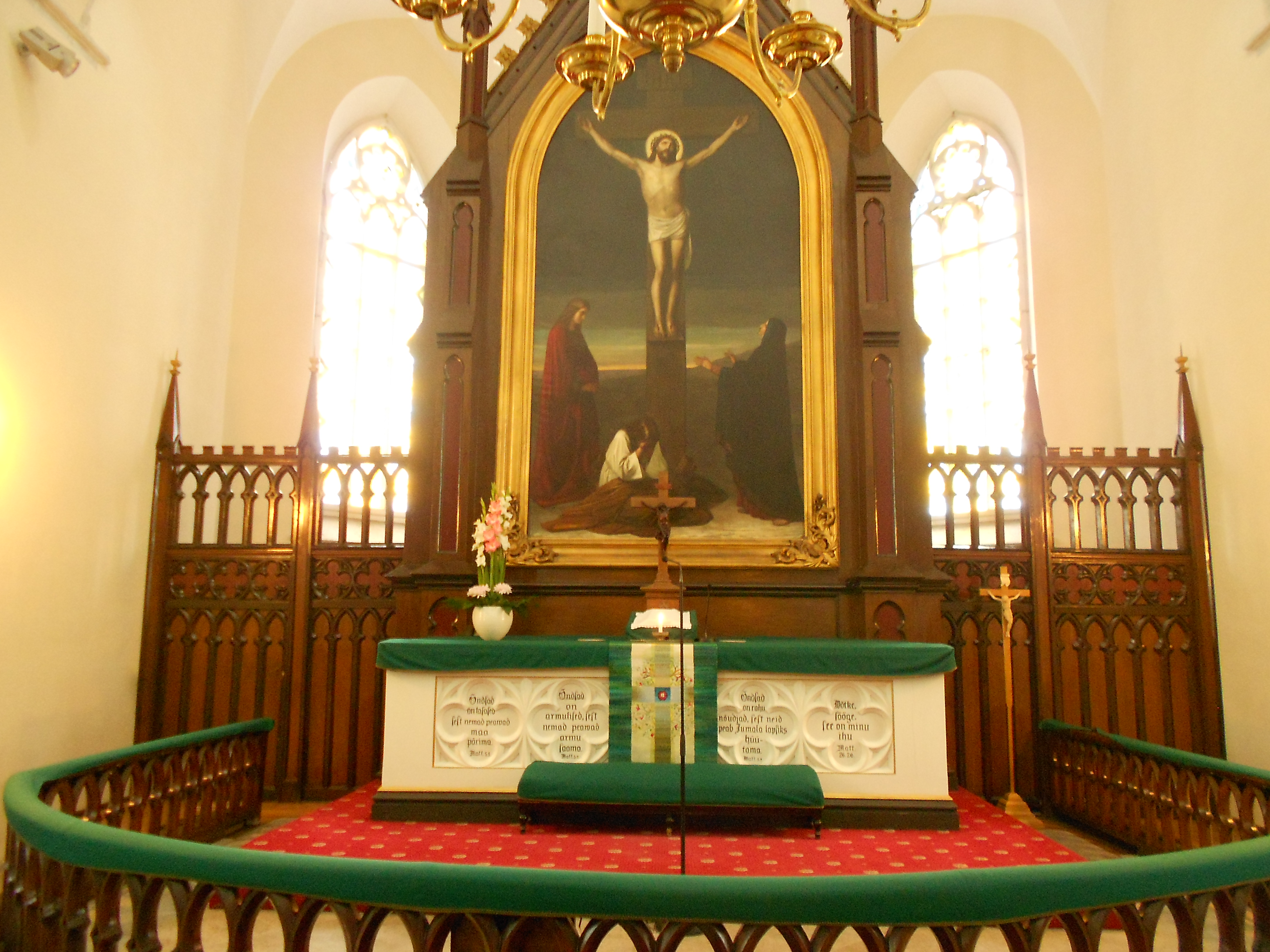
Altaar
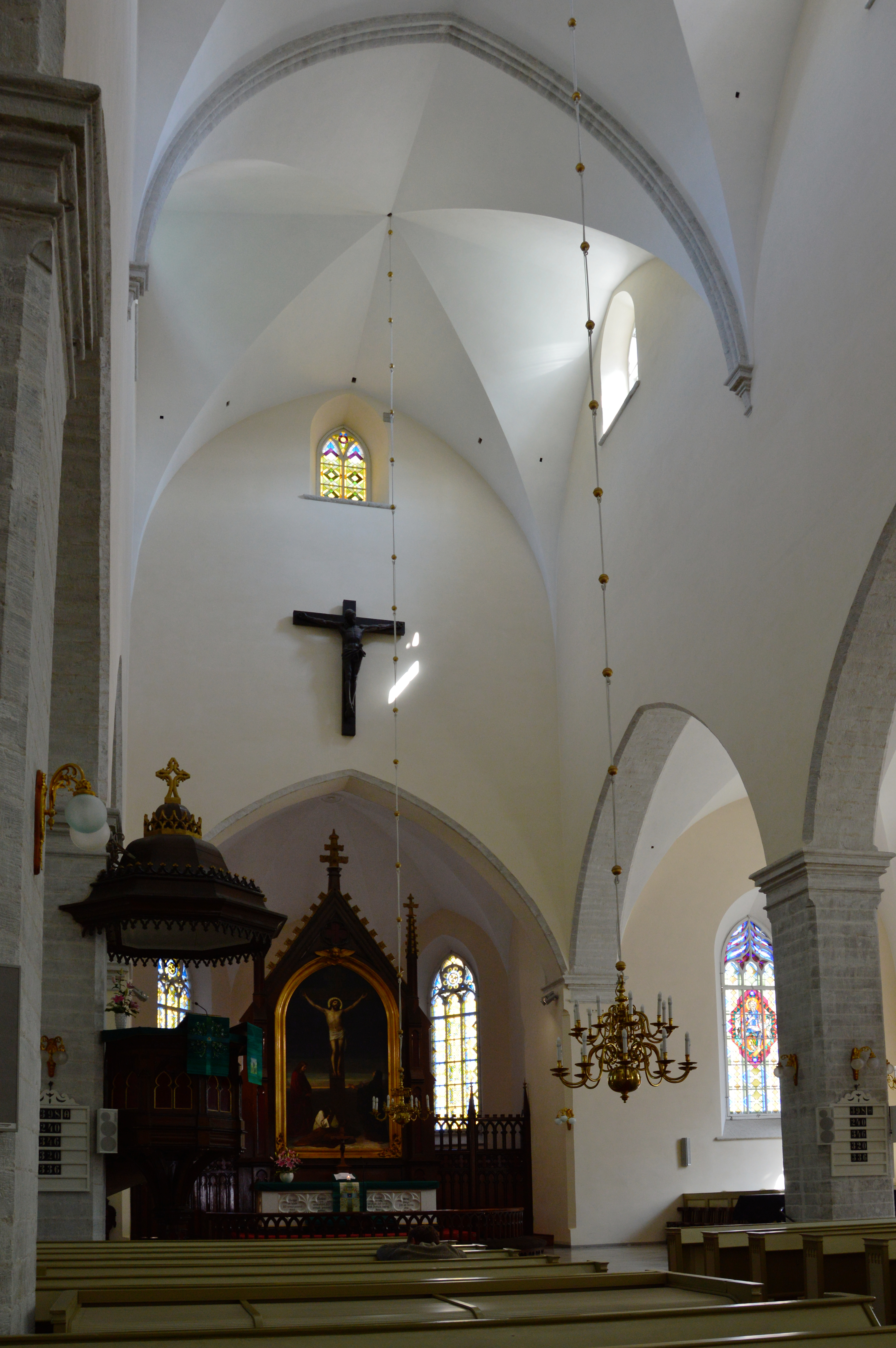
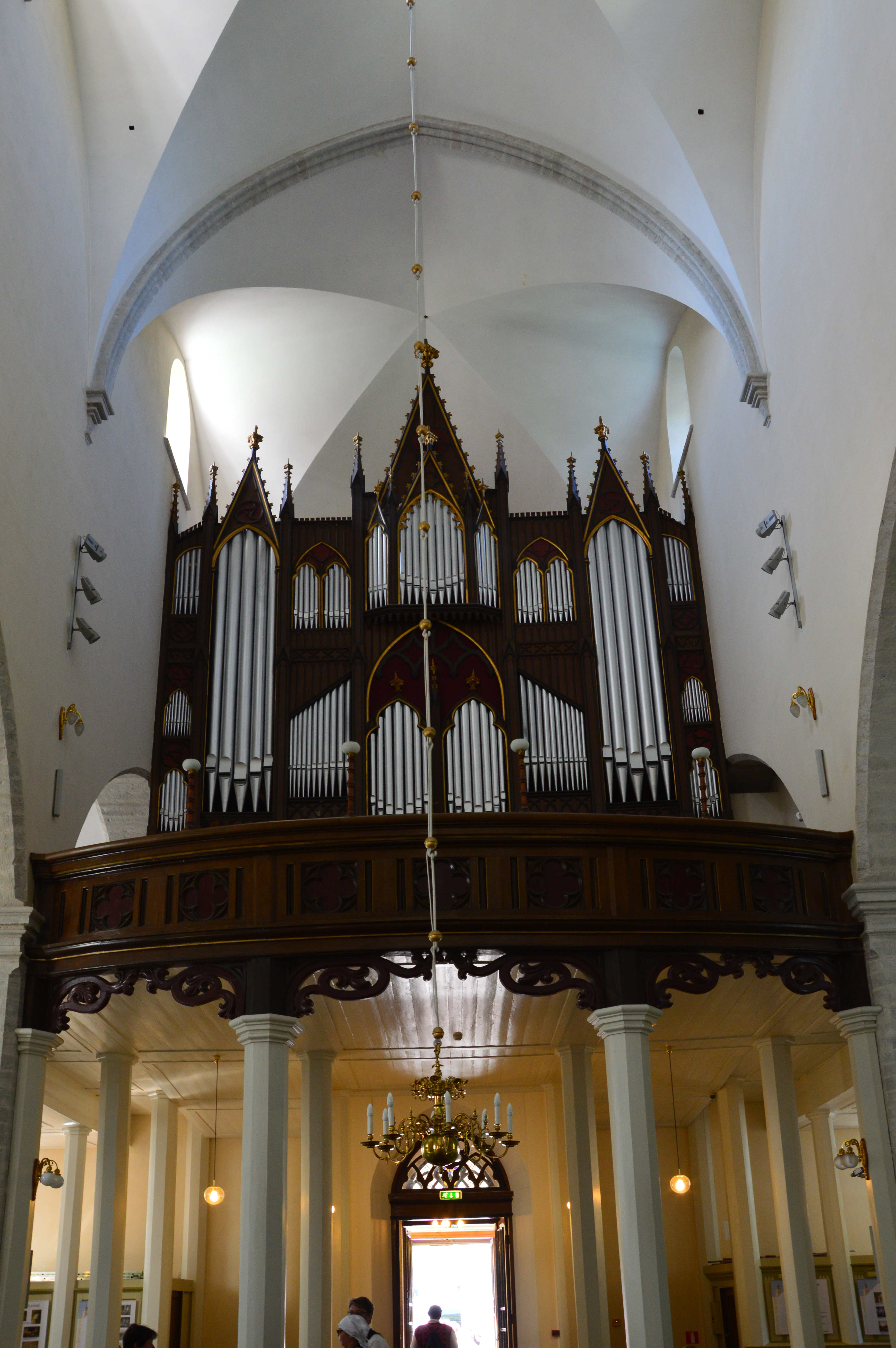

- Library of Congress Control Number: no2019073876
- MusicBrainz: 4390b0a6-2a97-4a1e-ab4e-90a05b0064b4
- Virtual International Authority File: 5354155919101439730006